# Lee „Scratch” Perry

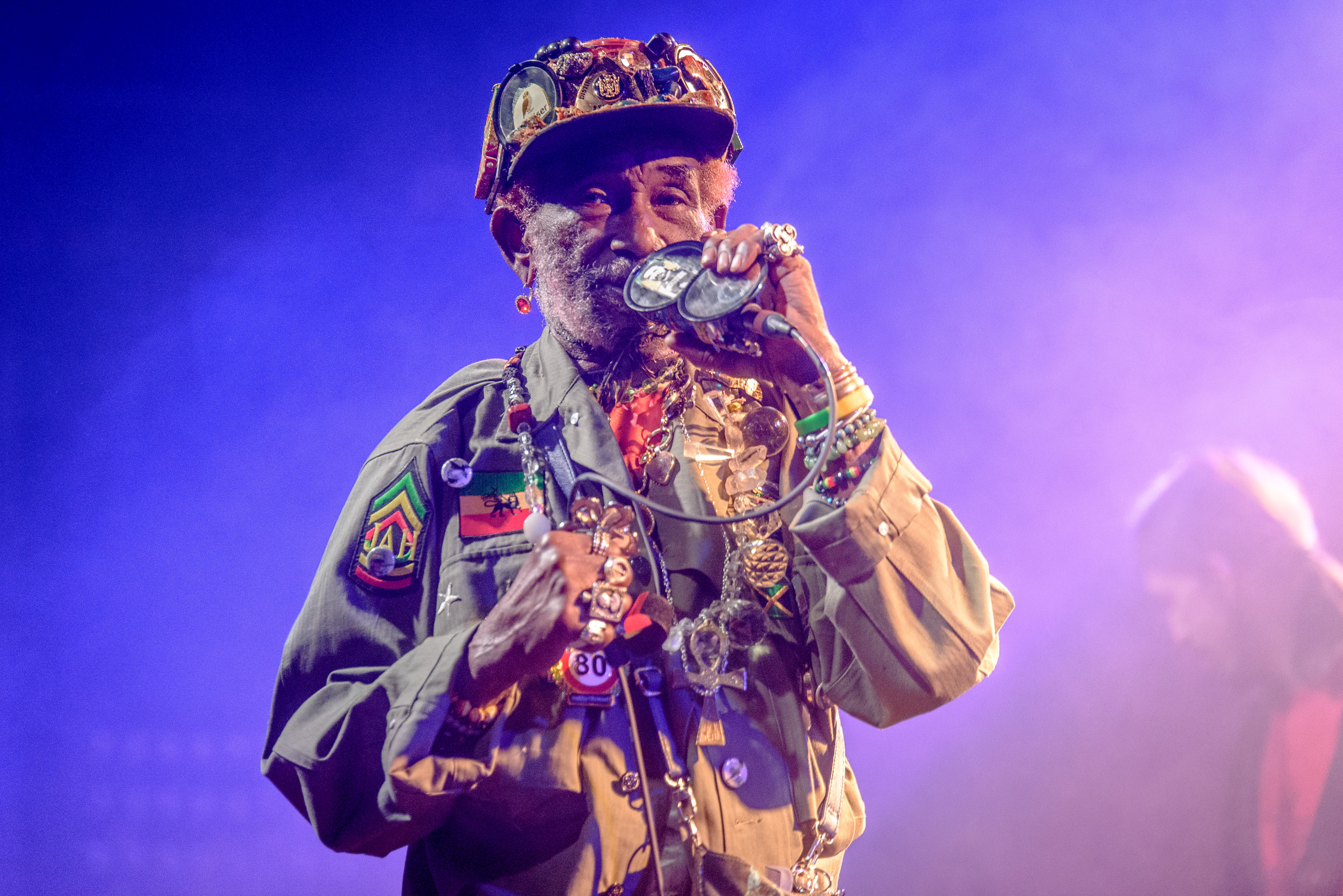
Live 2016

Lee "Scratch" Perry, született Rainford Hugh Perry (Kendal, 1936. március 20. – 2021. augusztus 29.)  jamaicai reggae és dub zenész, aki nagy hatással volt a reggae és a dub zenei műfajok fejlődésére és elterjedésére, mind Jamaicán, mind a tengerentúlon.  Perry „Pipecock Johnson” és „Upsetter” néven is ismert.
2003-ban Grammy-díjat nyert a legjobb reggae album kategóriában a Jamaican E.T. című lemezével.

## Életútja
Zenei karrierje az 1950-es években kezdődött, mint   Clement Coxsone Dodd ska irányultságú sound systemének lemezeladója. Ahogy Dodd-al való kapcsolata fejlődött, egyre fontosabb feladatokat kapott Dodd slágergyárában, a Studio One kiadóban, ahol 30 felvételt készített. A két ember közötti személyes és pénzügyi nézeteltérések  visszatérő mozzanatai voltak Perry karrierjének, ezért elhagyta a stúdiót és máshol próbálta kibontakoztatni zenei tehetségét.
Hamarosan új otthonra talált  Joe Gibbs  Wirl nevű kiadójánál.
Joe Gibbs-nél dolgozva, Perry  folytatta zenei karrierjét de köztük is konfliktus alakult ki pénzügyek miatt.
Ekkor (1968-ban) Perry szakított  Gibbsszel és elindította a saját kiadóját, az Upsettert. 
Első kislemeze a "People Funny Boy" volt, amit Gibbs felé irányuló sértésnek szánt, szépen fogyott. 
1968-1972 között a The Upsetters nevű stúdióbandájával dolgozott.
Az  1970-es években, Perry számos felvételt kiadott különböző kiadóknál, és sok dala mind jamaicai mind angol körökben népszerű volt.
Hamarosan ismertté vált az innovatív producer-technikáiról és szórakozott jelleméről.

## Diszkográfia

### Albumok

#### Korai karrier
- The Upsetter (1969)
- Return of Django (1969)
- Clint Eastwood (1970)
- Many Moods of the Upsetters (1970)
- Scratch the Upsetter Again (1970)
- The Good, the Bad and the Upsetters (1970)
- Eastwood Rides Again (1970)
- Africa’s Blood (1972)
- Cloak and Dagger (1973)
- Rhythm Shower (1973)
- Upsetters 14 Dub Blackboard Jungle aka Blackboard Jungle Dub (1973)

#### Black Ark korszak
- Double Seven (1974)
- DIP Presents the Upsetter (1975)
- Musical Bones (1975)
- Return of Wax (1975)
- Kung Fu Meets the Dragon aka Heart of the Dragon (1975)
- Revolution Dub (1975)
- Super Ape aka Scratch the Super Ape (1976)
- Return of the Super Ape (1978)
- Roast Fish Collie Weed & Corn Bread (1978)

#### Egyéb albumok
- King Tubby Meets the Upsetter at the Grass Roots of Dub 1975
- The Return of Pipecock Jackxon (1980)
- Mystic Miracle Star (1982)
- History, Mystery & Prophesy (1984)
- Battle of Armagideon (Millionaire Liquidator) (1986)
- Time Boom X – De Devil Dead (Dub Syndicate) (1987)
- On the Wire (1988)
- Satan Kicked the Bucket (Bullwackie) (1988)
- Mystic Warrior (1989)
- Mystic Warrior Dub (Mad Professor) (1989)
- From the Secret Laboratory (Dub Syndicate) (1990)
- Message from Yard (Bullwackie) (1990)
- Satan’s Dub (Bullwackie) (1990)
- Lord God Muzick (1991)
- Soundzs from the Hot Line (1991)
- The Upsetter and the Beat (1992)
- Excaliburman (1992)
- Spiritual Healing (1994)
- Black Ark Experryments (Mad Professor) (1995)
- Experryments at the Grass Roots of Dub (Mad Professor) (1995)
- Super Ape Inna Jungle (Mad Professor) (1995)
- Who Put the Voodoo ’pon Reggae (Mad Professor) (1996)
- Dub Take the Voodoo out of Reggae (Mad Professor) (1996)
- King Tubby Meets Lee Perry - Megawatt Dub (1997)
- Dub Fire (Mad Professor) (1998)
- The Original Super Ape (1998)
- Lee Perry Meets the Mad Professor (2000)
- Son of Thunder (2000)
- Techno Party! (2000)
- Jamaican E.T. (2002)
- Earthman Skanking (2003)
- Alien Starman (2003)
- Panic in Babylon (2004)
- Alive, More Than Ever (2006)
- The End of an American Dream (2007)

#### Válogatások
- Chicken Scratch (producer: Coxsone Dodd) (1963-1966)
- Reggae Greats: Lee „Scratch” Perry (1984)
- Shocks of Mighty 1969–1974  (1988)
- Open the Gate (1989)
- Upsetter Collection (1994)
- Presenting Dub (1995)
- Upsetters A Go Go (1995)
- Introducing Lee Perry (1996)
- Words of My Mouth Vol. 1 (The Producer Series) (1996)
- Voodooism (Pressure Sounds) (1996)
- Arkology (1997)
- The Upsetter Shop, Vol. 1: Upsetter in Dub (1997)
- Dry Acid (1998)
- Lee Perry Archive (1998)
- Produced and Directed by the Upsetter (Pressure Sounds) (1998)
- Lost Treasures of the Ark (1999)
- The Upsetter Shop, Vol. 2: 1969-1973 (1999)
- Wizdom  (1999)
- Scratch Walking (2001)
- Black Ark in Dub (2002)
- Divine Madness … Definitely (Pressure Sounds) (2002)
- The Upsetter Shop, Vol. 3: Baffling Smoke Signal (2002)
- Dub Triptych  (2000)
- Trojan Upsetter Box Set  (2002)
- I Am the Upsetter (The Story of the Lee Scratch Perry Golden Years)   (2005)
- The Upsetter Selection: A Lee Perry Jukebox  (2007)
- Ape-ology  (2007)

## Videó
- Lee Scratch Perry: The Unlimited Destruction, 2002, USA
- Lee Scratch Perry: In Concert – The Ultimate Alien, 2003, USA
- Lee Scratch Perry With Mad Professor, 2004, USA
- Roots Rock Reggae – Inside the Jamaican Music Scene, 1977, rendezte Jeremy Marre

## Külső hivatkozások
- Lee „Scratch” Perry  a  Last.fm-en
- Smokeyroom's Upsetter Riddim Shower
- Wire Interview
- Eternal Thunder Archiválva 2019. december 6-i dátummal a Wayback Machine-ben
- The Black Ark
- Perry fanatix
- Eight For Eight Music
- Dub Is A Weapon
- Prefix Interview
- cikk: Adam Horovitz Archiválva 2007. április 10-i dátummal a Wayback Machine-ben
- Roots Discography
- "Dub Echoes", a documentary about dub's influence on the birth of electronic music and hip hop